# Wang Xin
Wang Xin (n. 11 august 1992, Wuhan, Republica Populară Chineză) este o săritoare în apă chineză, medaliată olimpică. A participat la o ediție a Jocurilor Olimpice (2008) în care a câștigat o medalie de aur și o medalie de bronz.